# پرواز ۶۳۰ فدکس اکسپرس
پرواز ۳۶۰ فدکس اکسپرس یک پرواز باری برنامه‌ریزی شده منظم از فرودگاه بین‌المللی سیاتل-تاکوما به فرودگاه بین‌المللی ممفیس، ممفیس، تنسی بود. در ۲۸ ژوئیه ۲۰۰۶، مک‌دانل داگلاس دی‌سی-۱۰ که این پرواز را انجام می‌داد، در هنگام فرود سقوط کرد.
هواپیمای مورد نظر یک مک‌دانل داگلاس دی‌سی-۱۰ ۳۲ ساله با رجیستر N391FE بود که در اواسط سال ۱۹۷۴ ساخته شد و در ۲۱ می ۱۹۹۷ به فدکس اکسپرس تحویل داده شد.